# Jacob Daniel Krum
Jacob Daniel Krum (født 2. januar 1850 i København – død 22. marts 1887 i Charlottenlund) var en dansk balletdanser, -komponist og -lærer.

## Liv
Krums far var statistformanden ved Det Kongelige Teater, Johanachim Daniel Krum, og hans mor Anna Margrethe f. Heidemann. Da han var syv år, kom han på Det Kongelige Teaters Balletskole, hvor August Bournonville og Georg Brodersen var hans lærere. Han debuterede som dansemester i balletten Konservatoriet i september 1870.
Han blev solodanser og senere lederen af danseskolen ved Det Kongelige Teaters Balletskole.
Krum blev gift med skuespiller Johanne Elisabeth Schmidt den 17. august 1875. Skuespiller Gerda Krum-Juncker (1878-1953) er deres datter. Derudover havde de fire andre børn.
Krum komponerede også balletter: Bacchusfesten, 1877, I Karnevalstiden, 1878, og Spillemanden, 1885.
Robert Schyberg, der var elev hos Krum, antydede i sine erindringer, at Krum havde et forhold til en af sine kvindelige elever.
Krum begik selvmord den 22. marts 1887.